# Tibiotrichius miwai
Tibiotrichius miwai är en skalbaggsart som beskrevs av Michio Chujo 1941. Tibiotrichius miwai ingår i släktet Tibiotrichius och familjen Cetoniidae. Inga underarter finns listade i Catalogue of Life.